# Thelotrema isidiatum
Thelotrema isidiatum är en lavart som beskrevs av Hale 1975. Thelotrema isidiatum ingår i släktet Thelotrema och familjen Thelotremataceae.   Inga underarter finns listade i Catalogue of Life.